# سن-لوئی-له-بیچ
سن-لوئی-له-بیچ (به فرانسوی: Saint-Louis-lès-Bitche) یک کمون در فرانسه است که در Canton of Bitche واقع شده‌است.

## خصوصیات
سن-لوئی-له-بیچ ۴٫۵۳ کیلومترمربع مساحت و ۶۳۴ نفر جمعیت دارد و ۳۳۰ متر بالاتر از سطح دریا واقع شده‌است.